# Caesars Superdome
Il Caesars Superdome (precedentemente conosciuto come Louisiana Superdome e Mercedes-Benz Superdome) è uno stadio di New Orleans, Louisiana.

## Storia
Si trova nel quartiere Central Business District, accanto al New Orleans Arena, attualmente ospita le partite casalinghe dei New Orleans Saints della NFL. Ha ospitato 2 edizioni del PPV WWE WrestleMania:WrestleMania XXX (rinominato dall'ospite speciale Hulk Hogan "Silver Dome" per l'occasione) il 6 aprile 2014 e WrestleMania 34 l'8 aprile 2018.
Britney Spears nel 2000 per il suo Oops!... I Did It Again World Tour si è esibita in questo stadio.